# NGC 6677
NGC 6677 é uma galáxia espiral (Sbc) localizada na direcção da constelação de Draco. Possui uma declinação de +67° 06' 36" e uma ascensão recta de 18 horas, 33 minutos e 35,7 segundos.
A galáxia NGC 6677 foi descoberta em 8 de Junho de 1885 por Lewis A. Swift.